# Funicamp
Le Funicamp est une remontée mécanique de type funitel qui relie la ville d'Encamp à la crête des Cortals en Andorre. Il fait partie des remontées mécaniques de Grandvalira, le plus grand domaine skiable des Pyrénées. 
Le funitel ne dessert pas de pistes mais permet aux skieurs situés à Encamp d'accéder au domaine skiable de Grandvalira et sert aussi en été pour les touristes désirant faire de la marche en montagne. Le Funicamp fut inauguré en 1998 et est constitué de deux tronçons, il constitue à la fois le seul et unique funitel des Pyrénées ainsi que la plus longue remontée mécanique de ce type dans le monde avec une longueur de plus de 6 kilomètres,,.

## Description
Le Funicamp est l'unique funitel situé dans la chaîne des Pyrénées. Il fut construit par la société autrichienne de remontées mécaniques Dopplemayr et inauguré en 1998. Présentant une longueur totale de 6128 mètres, il s'agit du plus long Funitel au monde. La dénivelée totale est de 1 172 mètres et 24 pylônes sont disposés le long de la remontée.
La ligne est constituée de deux tronçons. Le premier reliant Encamp à la gare intermédiaire présente une longueur importante de 3652 mètres, une dénivelée de 760 mètres et est constitué de 13 pylônes. Le deuxième reliant la gare intermédiaire à la crête des Cortals présente une longueur de 2 476 mètres, une dénivelée de 412 mètres et est constitué de 11 pylônes.
La gare aval est située dans la ville d'Encamp à 1 330 mètres d'altitude. Elle présente une architecture moderne avec de grande structures vitrées et abrite le garage des cabines.
La gare intermédiaire est située à 2 090 mètres d'altitude mais ne dessert aucun lieu en particulier. Elle abrite la motorisation de la remontée et est accessible par une route depuis Encamp. Dans la station, les cabines sont automatiquement transférées sur le second tronçon. 
La gare amont est située à 2 502 mètres d'altitude sur la crête des Cortals, c'est ici que les skieurs descendent pour skier sur Grandvalira. Elle est située a proximité des télésièges Colibri Nou, Enradort et Pla de les Pedres GrauRoig dans le secteur de Solanelles.